# Liste des sites mégalithiques en Castille-et-León
Cette liste non exhaustive recense les principaux sites mégalithiques en Castille-et-León, en Espagne.

## Cartographie
Localisation des principaux sites mégalithiques en Castille-et-León
| : Complexes mégalithiques · : Alignements, henges, cromlechs · : Dolmens, menhirs, tumulus, cairns · |

## Liste
| Site                                | Type               | Commune                 | Notes                  | Coordonnées                                                                         | Image |
| ----------------------------------- | ------------------ | ----------------------- | ---------------------- | ----------------------------------------------------------------------------------- | ----- |
| Dolmen El Teriñuelo                 | Dolmen             | Aldeavieja de Tormes    |                        | 40° 34′ 36″ N, 5° 36′ 31″ O                                                         |       |
| Dolmen de San Gregorio (es)         | Dolmen             | Almarza                 |                        | 41° 54′ 27″ N, 2° 27′ 14″ O                                                         |       |
| Dolmen de La Cotorrita              | Dolmen             | Los Altos               |                        | 42° 48′ 09″ N, 3° 40′ 04″ O                                                         |       |
| Casetón de los Moros (de)           | Dolmen             | Arrabalde               |                        | 42° 06′ 45″ N, 5° 54′ 05″ O                                                         |       |
| Dolmen du Prado de las Cruces (es)  | Dolmen             | Ávila                   |                        | 40° 40′ 22″ N, 4° 36′ 10″ O                                                         |       |
| Cista de Nava Alta                  | Ciste mégalithique | Burgos                  |                        | 42° 45′ 19″ N, 3° 39′ 42″ O                                                         |       |
| Dolmen d'El Moreco (de)             | Dolmen             | Burgos                  |                        | 42° 45′ 13″ N, 3° 41′ 35″ O                                                         |       |
| Dolmen de Cubillejo de Lara (es)    | Dolmen             | Burgos                  |                        | 42° 07′ 26″ N, 3° 30′ 54″ O                                                         |       |
| Dolmen La Nava Negra                | Dolmen             | Burgos                  |                        | 42° 43′ 19″ N, 3° 40′ 25″ O                                                         |       |
| Nécropole de Fuentepecina           |                    | Burgos                  | 4 tombes mégalithiques | 42° 40′ 16″ N, 3° 43′ 03″ O 42° 40′ 28″ N, 3° 43′ 00″ O 42° 40′ 20″ N, 3° 42′ 54″ O |       |
| Dolmen del Alto de la Tejera        | Dolmen             | Carrascosa de la Sierra |                        | 41° 55′ 13″ N, 2° 16′ 48″ O                                                         |       |
| Casa del Moro                       | Dolmen             | Casillas de Flores      |                        | 40° 20′ 56″ N, 6° 44′ 06″ O                                                         |       |
| Dolmen de Zafrón                    | Dolmen             | Doñinos de Ledesma      |                        | 41° 02′ 06″ N, 6° 01′ 14″ O                                                         |       |
| Dolmen de La Ermita (es)            | Dolmen             | Galisancho              |                        |                                                                                     |       |
| Dolmen de la Casa del Moro (es)     | Dolmen             | Gejuelo del Barro       |                        | 41° 02′ 19″ N, 6° 09′ 45″ O                                                         |       |
| Dolmen de las Peñezuelas (de)       | Dolmen             | Granucillo              |                        | 42° 03′ 07″ N, 5° 55′ 52″ O                                                         |       |
| Dolmen de San Adrián (es)           | Dolmen             | Granucillo              |                        | 42° 03′ 15″ N, 5° 55′ 11″ O                                                         |       |
| Dolmen de La Nava del Hito          | Dolmen             | Lumbrales               |                        | 40° 56′ 03″ N, 6° 40′ 46″ O                                                         |       |
| Dolmen de Busnela                   | Dolmen             | Merindad de Valdeporres |                        | 43° 01′ 22″ N, 3° 46′ 50″ O                                                         |       |
| Tumulus de la Sima (de)             | Tumulus            | Miño de Medinaceli      |                        | 41° 10′ 37″ N, 2° 32′ 25″ O                                                         |       |
| Dolmen de la Velilla (es)           | Dolmen             | Osorno la Mayor         |                        | 42° 24′ 59″ N, 4° 23′ 28″ O                                                         |       |
| Dolmen d'El Pendón                  | Dolmen             | Reinoso                 |                        | 42° 30′ 26″ N, 3° 22′ 44″ O                                                         |       |
| Arroyo de las Vegas                 | Tumulus            | Sargentes de la Lora    |                        | 42° 45′ 53″ N, 3° 52′ 26″ O                                                         |       |
| Dolmen de La Cabaña (es)            | Dolmen             | Sargentes de la Lora    |                        | 42° 46′ 19″ N, 3° 53′ 48″ O                                                         |       |
| Dolmen La Horquilla                 | Dolmen             | Sargentes de la Lora    |                        | 42° 46′ 15″ N, 3° 52′ 47″ O                                                         |       |
| Statue-menhir de Tremedal de Tormes | Statue-menhir      | Tremedal de Tormes      |                        | conservée au musée archéologique de Salamanque                                      |       |
| Dolmen de Valdemuriel               | Dolmen             | Tubilla del Agua        |                        | 42° 42′ 44″ N, 3° 47′ 12″ O                                                         |       |
| El Virgazal                         | Tumulus            | Tubilla del Agua        |                        | 42° 44′ 32″ N, 3° 50′ 16″ O                                                         |       |
| Dolmen Ciella                       | Dolmen             | Valle de Sedano         |                        | 42° 43′ 31″ N, 3° 44′ 10″ O                                                         |       |
| Dolmen de Las Arnillas (de)         | Dolmen             | Valle de Sedano         |                        | 42° 42′ 57″ N, 3° 40′ 46″ O                                                         |       |
| La Mina                             | Tombe à couloir    | Valle de Sedano         |                        | 42° 41′ 55″ N, 3° 44′ 27″ O                                                         |       |
| Las Puertas                         | Menhir et tumulus  | Valle de Sedano         |                        | 42° 44′ 42″ N, 3° 44′ 59″ O                                                         |       |
| San Quirce                          | Tombe à couloir    | Valle de Sedano         |                        | 42° 41′ 09″ N, 3° 48′ 41″ O                                                         |       |
| Dolmen El Torrejón                  | Dolmen             | Villarmayor             |                        | 41° 01′ 02″ N, 5° 59′ 04″ O                                                         |       |